# صفيراء أحادية الأوراق
صفيراء أحادية الأوراق (الاسم العلمي:Sophora unifoliata) هي نوع نباتي يتبع جنس الصفيراء من فصيلة البقولية.